# 崔世珍
崔世珍（さい せちん/チェ・セジン、최세진、1473年 - 1542年）は、李氏朝鮮の学者。本貫は槐山（クェサン）、字は公瑞。

## 経歴
燕山君（ヨンサングン）の時代（1494年 - 1509年）に科挙の文科に合格し、堪能な中国語で外交文書の処理にあたった。1524年、軍資監正であったとき、『親迎儀註』と『冊嬪儀註』などを諺文（当時のハングル）で解説した。また、1527年に完成させた『訓蒙字会』は漢字学習書であるが、凡例でハングルの子音と母音の名称を定め、文字の名称や順序・パッチムなどを整理した最初の著述であり、朝鮮語学の発達に大きく貢献した。
1530年、僉知中枢府事のとき『皇極経世書集』を作成し、王に奉じた。1539年、承文院提調のとき『大儒大奏議』と『皇極経世書説』を作成し奉じた。当時の最も優れた中国語学者であり、外交使節への応対など重要な役割を担ったが、両班ではなく中人階級の出身であったため、存命中は大きく処遇されることはなかった。
著書には、『京城志』、『女孝経』、『四声通解』、『小学便蒙』、『韻会玉篇』などがある。